# Blue Jeans 1920
Pour plus de détails, voir Fiche technique et Distribution.
Blue Jeans 1920 (Studs Lonigan) est un film américain réalisé par Irving Lerner, sorti en 1960.

## Fiche technique
- Titre français : Blue Jeans 1920[1]
- Titre original : Studs Lonigan
- Réalisation : Irving Lerner
- Scénario : Philip Yordan, d'après le roman de James T. Farrell
- Photographie : Jockey Arthur Feindel
- Musique : Jerry Goldsmith
- Direction artistique : Jack Poplin
- Montage : Verna Fields
- Production : Leon Chooluck et Philip Yordan
- Pays de production :  États-Unis
- Genre : drame
- Dates de sortie : 
  - États-Unis] : 1960
  - France : 14 avril 1961[1]

## Distribution
- Christopher Knight : Studs Lonigan
- Frank Gorshin : Kenny Killarney
- Venetia Stevenson : Lucy Scanlon
- Carolyn Craig : Catherine Banahan
- Jack Nicholson : Weary Reilly
- Robert Casper : Paulie Haggerty
- Dick Foran : Patrick Lonigan
- Jay C. Flippen : Père Gilhooey
- Helen Westcott : Miss Julia Miller
- Jack Kruschen : Charlie le Grec
- Suzi Carnell : Eileen

Parmi les acteurs non crédités :
- 'Snub' Pollard : un vendeur
- Kathie Browne : une fille de la fête